# Játékszín (Budapest)
A Játékszín a budapesti színházak egyike, amely a VI. kerületben a Teréz körúton található. 1978-as alapításakor Magyarország első befogadó színháza volt, ami később produkciós színházi tevékenységet is folytatott. A saját társulattal nem rendelkező, de saját produkciókat létrehozó teátrum 2012 óta magánszínházként működik. Játszóhelyisége nyitása, 1899 óta mindig színháznak adott helyet.

## Története

### Előzmények

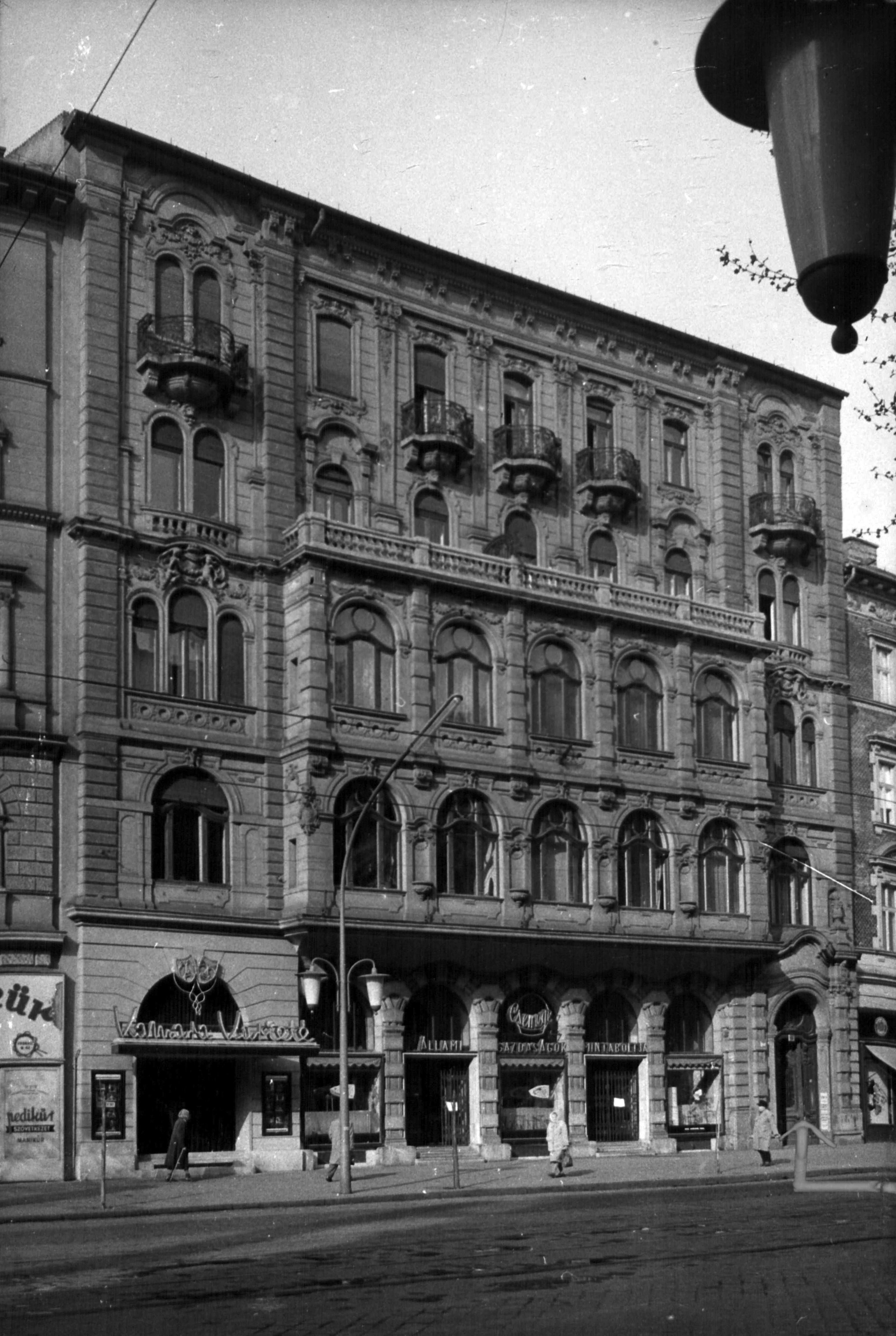
A Kamara Varieté épülete 1960-ban a Lenin körúton

Az 1898-ban – az 1925 előtti Gyár utca, utána – a Jókai utca 21. szám alatt épült ötszintes társasház földszintjén jó lehetőség kínálkozott színházterem kialakítására. A hosszúkás kabaréhelyiséget eredetileg garázsnak vagy kocsiszínnek szánták. 1907-től kezdve kabaré működött benne. 1912. október 30-án itt nyílt meg a Ferenczy Károly által irányított Ferenczy Kabaré is, de három hónap után, 1913-ban, a csökkenő bevételek miatt ez megszűnt. Az terem két tulajdonosa novemberben Paulini Bélának engedélyezte újabb színház nyitását, amely Pesti Kabaré néven szintén csupán két hónapig működött.
1916-ban a városligeti Kis Színkör igazgatója, Sziklay Kornél vette át a helyiséget, mint Érdekes Kabaré, amely 1917-ig működött. Ekkor került a főbejárat a Teréz körútra (akkor még 46. szám alatt), amivel nagyobb nyilvánosságot biztosított. Utána új tulajdonosa lett a teremnek, Dobos István, aki Bella Andort bízta meg a színház üzemeltetésével, ami szeptemberben Intim Kabaré néven nyitott meg. Később Leopold Gyula igazgatása mellett Erdősi Dezső dramaturggal működött. Ez volt itt az első, hosszabb ideig fennmaradni képes színház, ami 1917 decemberétől 1923 márciusáig szórakoztatta nézőit. A folytonosság és a színvonalas műsor a kabarét ismertté és népszerűvé tette.
1923-ban a Terézkörúti Színpad nyitott meg a helyiségben. Ügyvezető igazgatója Roboz Aladár, a művészeti igazgató Nagy Endre, az igazgató Salamon Béla lett. Megnyitás előtt átalakították és modernizálták a színháztermet, kivitelezője Székely Dezső építőmester volt Dévényi Frigyes tervei alapján. A teljes befogadóképesség ekkor 364 fő volt. Ebben a korszakban jelent meg először Vadnai László felejthetetlen párosa, a Hacsek és Sajó, akiket Komlós Vilmos és Herczeg Jenő alakítottak. A kabaré 1938-ig működött. 
1939-ben Sallay György vezetésével megalakult a Kamara Varieté, amely 1951-ig működött. 1950 elején került sor a „népszórakoztató üzemek", így a varieté államosítására is. 1951-ben kivált a kabarérészleg, ami a Révay utcában Vidám Színpad néven kezdte meg tevékenységét.
1951–1954 között Artista Varieté néven új intézménnyel működött a színház. Műsora majdnem cirkuszi jellegű, olyan varieté volt, amely főleg artista számokat adott. Ezen kívül bohóctréfák, énekes magánszánok, táncok, politikai strófák és minden elődsban egy-egy rövid bohózat is színesítette a két hetenként változó műsort, míg szöveges része igyekezett szorosan kapcsolódni a politikai aktualitásokhoz. Az Artista Varieté mágnesként vonzotta a fiatal és kevéssé ismert humoristákat, akik az előző korszakban nemigen tudtak „labdába rúgni”. Játszottak kabarét is, de a műsorok gerincét az artistaszámok alkották. 1952-ben áttértek a nonstop műsorokra. 1954-től ismét Kamara Varieté néven működött a színház, egészen 1977-ig. Ekkortól az épp megalakított Országos Cirkusz és Varieté Vállalat kötelékébe tartozott a Magyar Népköztársaság Elnöki Tanácsának 540.109/1/1954. számú határozata alapján a Vidéki Népszórakoztató Vállalattal, a Fővárosi Nagycirkusszal, és a Nagy Varietével, a Magyar Cirkusz és Varieté jogutódjaként. A programját továbbra is artista és kabaré jellegű programok alkották. Egy-egy élvonalbeli színművész – Bilicsi Tivadar, Gobbi Hilda, Kabos László, Rátonyi Róbert, Rózsahegyi Kálmán, Salamon Béla, Tolnay Klári – vendégszereplésével megerősített, kabarétréfákkal, ének-, zene-, tánc- és artistaszámokkal „elegyített” műsorok váltották egymást a színpadon. 1959-ben jelentősen növelték a színpad méretét és elkészült egy új előcsarnok is.
1977-ben a Kulturális Minisztérium határozata alapján megszűnt a Kamara Varieté. Az ekkor a Magyar Cirkusz és Varieté Vállalt művészeti igazgatójának kinevezett Gálfi János 1978 januárjában még próbálkozott egy gyermek varieté létrehozásával, de márciusban már Bicskei Gábort nevezték ki, hogy megszervezze és továbbvigye egy akkor rendhagyó, új, befogadó színházat. Az épületben októberig belső átalakítások folytak, ami nézőtere 375 néző befogadására volt alkalmas.

### Játékszín

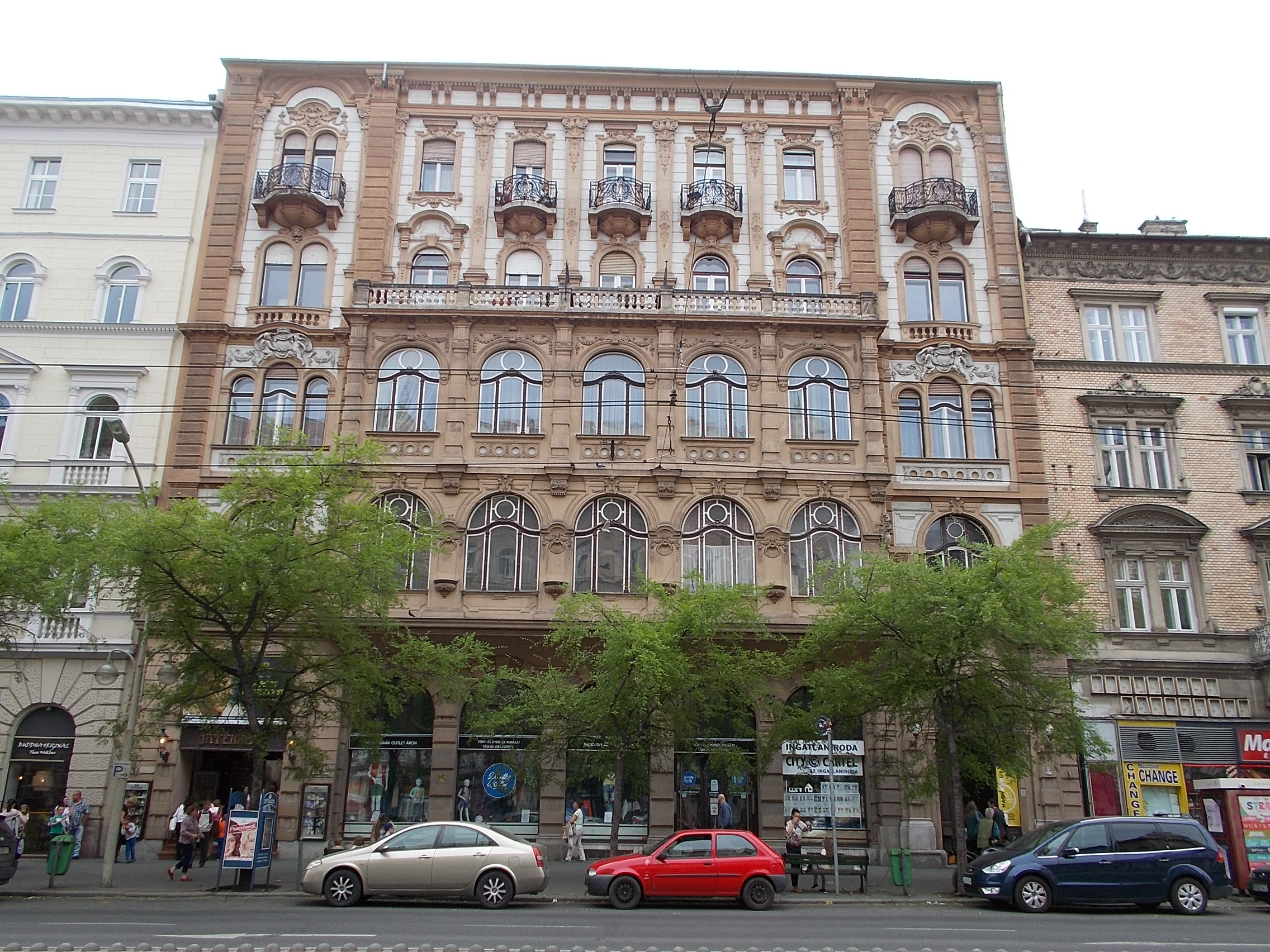
A Játékszín épülete a Teréz körúton

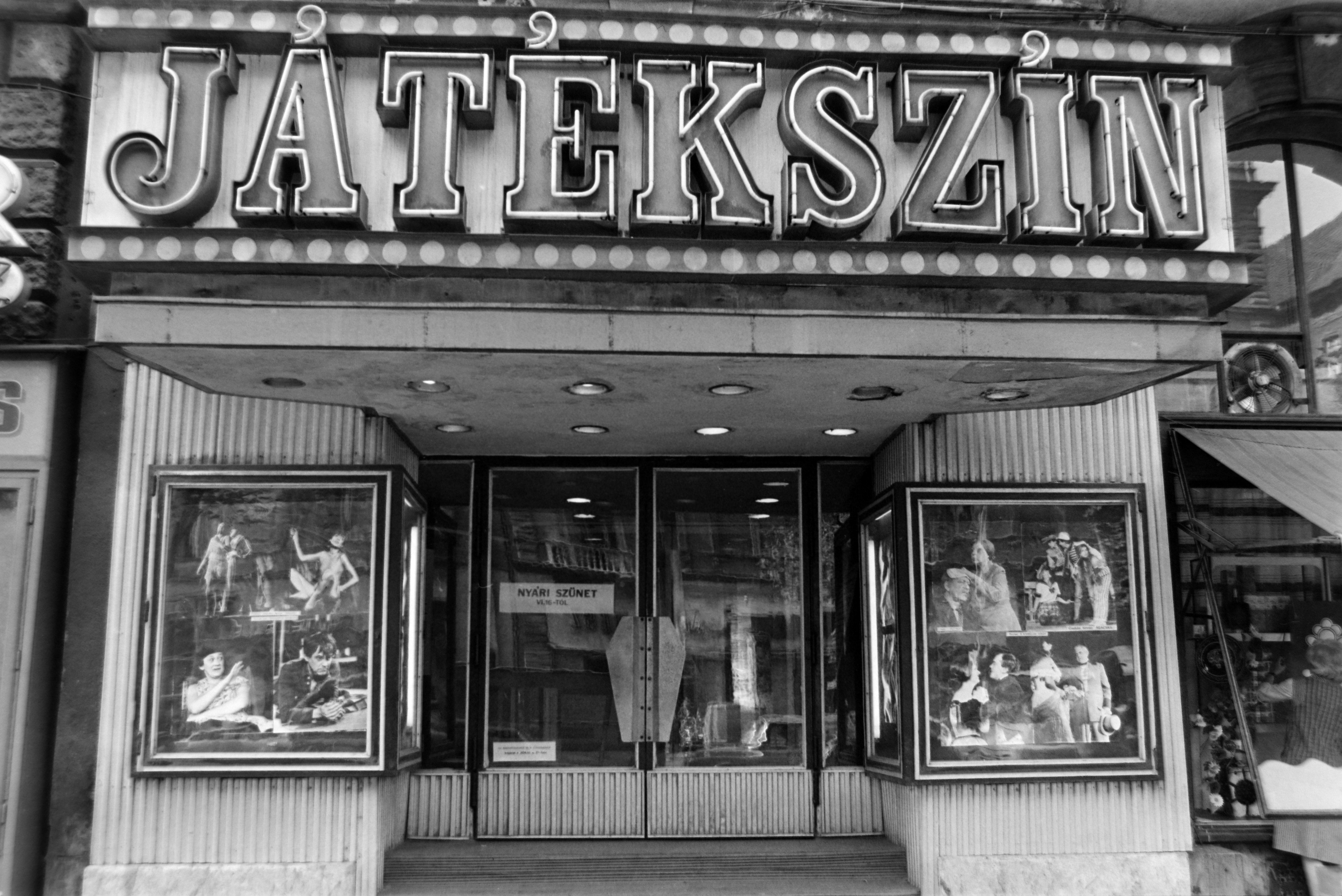
A Játékszín bejárata 1982 nyarán.

#### Kőszínház
1978. október 4-én nyílt meg a Játékszín, Kozák András és a Kaláka együttes Hamletjével, Kőváry Katalin átdolgozásában.
Befogadószínházként működött Magyarországon elsőként, de később változott a színház jellege és már létrehoztak saját előadásokat is. Pályázati rendszerrel, adott művészi cél érdekében létrejött szabad társulatoknak adott otthont a színház a maga felszereltségéivel és állandó személyzetével. 1983. január 1-i hatállyal került a Művelődési Minisztériumtól a Fővárosi Tanács felügyelete alá azzal a feltétellel, hogy 1985. december 31-ig (a VI. ötéves tervidőszak végéig) a Központi Kulturális Alapból változatlan kapja meg támogatását, profilja ez után változott. 1992-től újra a tárcaszínházak közé tartozott, azaz nem a fővároshoz, hanem a Művelődési Minisztériumhoz. Tavasszal Berényi Gábor bejelentette nyugdíjba vonulási szándékát. Ekkor a főváros is szívesen megszerezte volna, a minisztérium is, változtatva a státusán, valamilyen formában a Nemzeti Színházhoz rendelte volna, ahogy, bejelentette igényét rá a Budapesti Kamaraszínház is. Végül ekkor még megmaradt állami fenntartású, válogatott színészcsapatok által létrehozott előadásokat befogadó színháznak. November 1-ével Balázsovits Lajost nevezték ki a teátrum élére, aki 1993-ban bejelentette, hogy egy német nyomdatechnikával foglalkozó cég, a Drescher Ungarn GmbH alaptőkéjével létrejött a színházat támogató Teréz Körúti Színházért Alapítvány.
1980-ban részleges felújításra került sor, 1988-ban pedig teljesen felújították az épületet. 1999. április 1-től a Játékszín átalakult Játékszín Teréz körúti Színház Közhasznú Társasággá, majd 2009-ben megalakult a Játékszín Nonprofit Kft.. Az Emberi Erőforrások Minisztériuma 2011 decemberi döntésének értelmében, 2012. január 1-től azonnali hatállyal megszüntette a teátrum állami támogatását, amely működésének ellehetetlenülését jelentette. Később vállalták az évad végéig történő támogatást.

#### Magánszínház
2012-től magánszínházként kezdett működni. Az akkor végelszámolás alatt lévő, százszázalékos állami tulajdonban lévő Játékszín Nonprofit Kft.-t négy magánszemély, Németh Kristóf és Bank Tamás színészek, Metz Alexandra jogtanácsos (30-30 százalékban), valamint Szűcs Attila közgazdász, a Budapesti Kamaraszínház egykori gazdasági igazgatója (10 százalékban) vette meg. A 3,1 millió forintos vételár miatt, amely az ingatlan használati jogán és a névhasználaton túl a teljes infrastruktúrát is tartalmazta, nagy volt a felhördülés a szakma részéről. Németh Kristóf erre reagálva nyilatkozatot adott ki, miszerint a kft.-t a végelszámolás alatt keletkezett 10 millió forintos nagyságrendű adósságállománnyal együtt vették át, továbbá – állami segítség nélkül – elő kellett teremtenie a színház működési költségeit is, az épületet pedig a terézvárosi önkormányzattól bérlik. Kezdetben a két korábban bezárt színház – a Budapesti Kamaraszínház és a Játékszín – produkcióit játszották tovább saját erőből, amihez a magánvállalkozás a Budapesti Kamaraszínház 13 előadásának eszközparkját vásárolta meg, a következő év tavaszától pedig saját bemutatókkal jelentkeztek.
2012-ben megalapították a Kránitz Lajos-díjat, amelyet minden évadban kiemelkedő munkájáért vehet át egy-egy művész, és a Kishonti Ildikó-díjat, melyet a színház háttérdolgozói közül annak ítélnek oda, aki munkájával jelentősen hozzájárult a produkciók megvalósításához. 
2012. október 30-án, a színházépület 100 éves évfordulóján nyitotta meg ismét kapuit a Játékszín, Németh Kristóf igazgató irányításával immáron magánszínházként. 2013 nyarán felújításra került az előcsarnok és a nézőtéri büfé, ami kávézóvá alakult. A földszinti társalgóhelyiséget egybenyitották a régi büférésszel, így növelve a nézők által igénybe vehető területeket. A Művészbejáró elnevezésű klubban helyet kapott egy kis pódiumszínpad, ami irodalmi, zenei és egyéb szórakoztató programok helyszíne lett. 2014 nyarán átalakult a főbejáratnál lévő jegypénztár, ami akkortól jegyirodaként üzemel és felújították a nézőtér padlószőnyegét, valamint a nézőtéri székeket is. Az ekkor 269 néző befogadására lett alkalmas kiegészülve az erkély utolsó sorában 13 fixen beépített pótszékkel.
2016-ban Németh Kristóf lemondott az igazgatói posztról. Őt az addigi társtulajdonos és produkciós igazgató, Bank Tamás váltotta.

## Igazgatói
Fővárosi fenntartású színházként
|  | Bicskei Gábor (1978–1979)     |
|  | Giricz Mátyás (1979–1982)     |
|  | Berényi Gábor (1982–1992)     |
|  | Balázsovits Lajos (1992–2012) |

Magánszínházként
|  | Németh Kristóf (2012–2016) |
|  | Bank Tamás (2016–)         |

## Művészek (2024/2025)
- Bacsa Ildikó
- Barabás Kiss Zoltán
- Baronits Gábor
- Bánsági Ildikó
- Bánovits Vivianne
- Bereczki Zoltán
- Csonka András
- Debreczeny Csaba
- Dobó Kata
- Dobos Judit
- Erdélyi Tímea
- Fábián Anita
- Falusi Mariann
- Fehér Tibor
- Gáspár Kata
- Gáspárfalvi Dorka
- Gubik Petra
- Hajdu Steve
- Hernádi Judit
- Hirtling István
- Horváth Lajos Ottó
- Horváth Lili
- Janza Kata
- Kárpáti Rebeka
- Kerekes József
- Kern András
- Kocsis Dénes
- Kolovratnik Krisztián
- Kovács Gyopár
- Kovács Panka
- Lévay Viktória
- Liptai Claudia
- Majer Jázmin
- Makranczi Zalán
- Mosolygó Sára
- Molnár Andrea
- Nagy Sándor
- Náray Erika
- Nyári Dia
- Oláh Béla
- Pásztor Erzsi
- Petyi János
- Réti Adrienn
- Simon Kornél
- Szente Vajk
- Szerednyey Béla
- Szirtes Balázs
- Szőlőskei Tímea
- Tóth Enikő
- Túri Lajos Péter
- Varga Ádám
- Vadász Gábor
- Zsurzs Kati

## Égi társulat
- Andai Györgyi
- Benedek Miklós
- Jakab Csaba
- Józsa Imre
- Korcsmáros György
- Tompos Kátya